# Municipio de Maldonado
El municipio de Maldonado es uno de los ocho municipios del departamento de Maldonado, en Uruguay. Fue creado por la Ley N.º 18 653 del 15 de marzo de 2010.

## Territorio
El municipio se encuentra localizado en la zona sur del departamento homónimo. Cuenta con un área de 192 km² (4,01% del área departamental) y una población aproximada de 107.500 habitantes (50,24% de la población departamental).

### Localidades del municipio
- Abra de Perdomo
- Barrio Hipódromo
- Canteras de Marelli
- Chihuahua
- Las Cumbres
- Los Ceibos
- Los Corchos
- Maldonado
- Portezuelo
- Punta Ballena

## Límites
Según el Decreto N.º 3862 del 11 de febrero de 2010 de la Junta Departamental de Maldonado, se estableció la siguiente jurisdicción territorial:

Artículo 8.º.- Créase el Municipio de la ciudad de MALDONADO (capital departamental) el que tendrá la siguiente jurisdicción territorial: -

Al Oeste: Arroyo El Potrero y borde de la Laguna del Sauce hasta límite Norte con Jurisdicción del Municipio de San Carlos,

Al Norte y Este: el inicio de la jurisdicción del Municipio de San Carlos,

Al Noroeste: el inicio de la jurisdicción territorial del Municipio de Piriápolis,

Al Sur: Río de la Plata hasta Parada 16 Rambla Claudio Williman (donde limita al  Este y Sureste con jurisdicción del Municipio de Punta del Este).

## Distritos electorales
Según el Decreto N.º 3909 del 2 de diciembre de 2014 (decreto ampliatorio del 3862) de la Junta Departamental de Maldonado, se dispusieron las siguientes series electorales:
- DAA: Centro
- DAC: Los Ceibos
- DAD: Punta Ballena
- DAE: Pinares
- DAF: Cerro Pelado
- DAG: Hipódromo
- DAH: Maldonado Nuevo
- DAI: El Jagüel
- DAJ: Las Delicias

## Autoridades
La autoridad del municipio es el Concejo Municipal, compuesto por el Alcalde y cuatro Concejales.
| N.º | Alcalde               | Partido             | Inicio del mandato      | Fin del mandato         | Observaciones     | Concejales                                                                                   |
| --- | --------------------- | ------------------- | ----------------------- | ----------------------- | ----------------- | -------------------------------------------------------------------------------------------- |
| 1   | Juan Carlos Bayeto    | Frente Amplio FA    | 9 de julio de 2010      | julio de 2015           | Alcalde elegido   | María Cristina Olivera (FA) Lucía Dotti (FA) Jesús Bentancur (PN) Héctor Adolfo Varela (PN)  |
| 2   | Dina Fernández Chaves | Partido Nacional PN | julio de 2015           | 26 de noviembre de 2020 | Alcaldesa elegida | Gualberto Hernández (PN) Mario Scasso Burghi (PN) Luis Huelmo (FA) Mario Alfaro Mendoza (FA) |
| 3   | Andrés Rapetti        | Partido Nacional PN | 27 de noviembre de 2020 | 2025                    | Alcalde elegido   | Iduar Techera (PN) Bettiana Soto (PN) Darwin Correa (PN) Joaquín Garlo (FA)                  |